# Pol蛋白

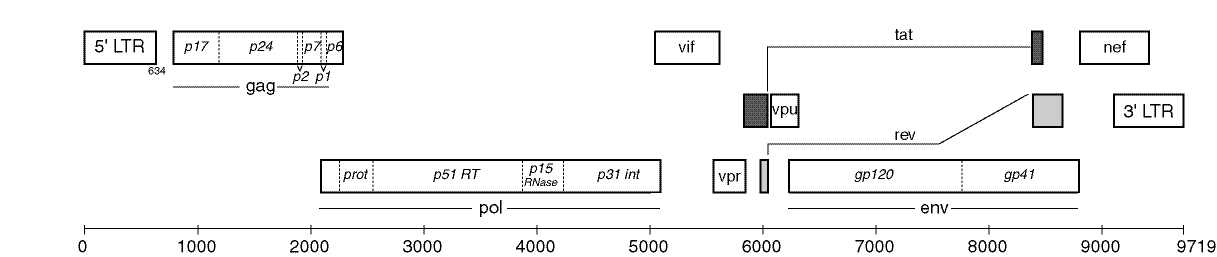
含有蛋白酶基因的Gag-Pol区域，两侧是N端的p6^{pol}和C端的逆转录酶。

Pol（DNA聚合酶）是指逆转录病毒中的基因，或该基因产生的蛋白质。
Pol的产物包括：

## 逆转录酶
这种酶对所有逆转录病毒都很常见，它可将病毒性RNA转录成双链DNA。

## 整合酶
这种酶将逆转录酶产生的DNA整合到宿主的基因组中。

## 蛋白酶
蛋白酶是任何能将蛋白质切割成片段的酶。HIV的gag和pol基因不会产生最终形式的蛋白质，而是产生更大的组合蛋白质； HIV 使用的特定蛋白酶将它们切割成单独的功能单元。蛋白酶抑制剂药物会阻断这一步。